# Fuego en la montaña

Fuego en la montaña es una película en blanco y negro de Argentina dirigida por Carlos Torres Ríos sobre su propio guion escrito en colaboración con José Ramón Luna y Arturo Lorusso según la novela homónima de este que se estrenó el 25 de noviembre de 1943 y que tuvo como protagonistas a Florén Delbene, Aída Alberti, Maruja Gil Quesada, Pedro Maratea y Herminia Franco. Por la novela sobre la que se basa la película, Lorusso, un médico y escritor radicado en Alta Gracia, ganó en 1936 el Segundo Premio Nacional de Literatura (el primer Premio no fue nominado).

## Sinopsis
Un romance ambientado en las sierras entre un médico maduro y una jovencita.

## Reparto
- Florén Delbene
- Aída Alberti
- Maruja Gil Quesada
- Pedro Maratea
- Herminia Franco
- Rufino Córdoba
- Pepito Petray
- Pilar Gómez
- Elvira Prado
- Bernardo Perrone
- José Torrado
- Alfredo Mileo
- Warly Ceriani
- Juan Delfino
- Max Citelli
- Violeta Martino
- Guillermo Heredia
- José Riú
- Marino Seré
- Miguel Coiro
- René Mugica

## Comentario
Roland opinó:

”Hay honestidad en el manejo de los sentimientos. Pero falta fuerza en muchas escenas. El relato se dispersa en situaciones marginales de efecto contraproducente y diálogo recargado de frases cursis…La realización de Torres Ríos se apoyan recursos sencillos dentro de un estilo anticuado, pero acusa cierta audacia en momentos de intimidad amorosa."